# الیدیک اسید
الیدیک اسید (به انگلیسی: Elaidic acid) با فرمول شیمیایی C۱۸H۳۴O۲ یک ترکیب شیمیایی با شناسه پاب‌کم ۶۳۷۵۱۷ است. که جرم مولی آن ۲۸۲٫۴۶ g/mol می‌باشد. 